# Albania Veneta

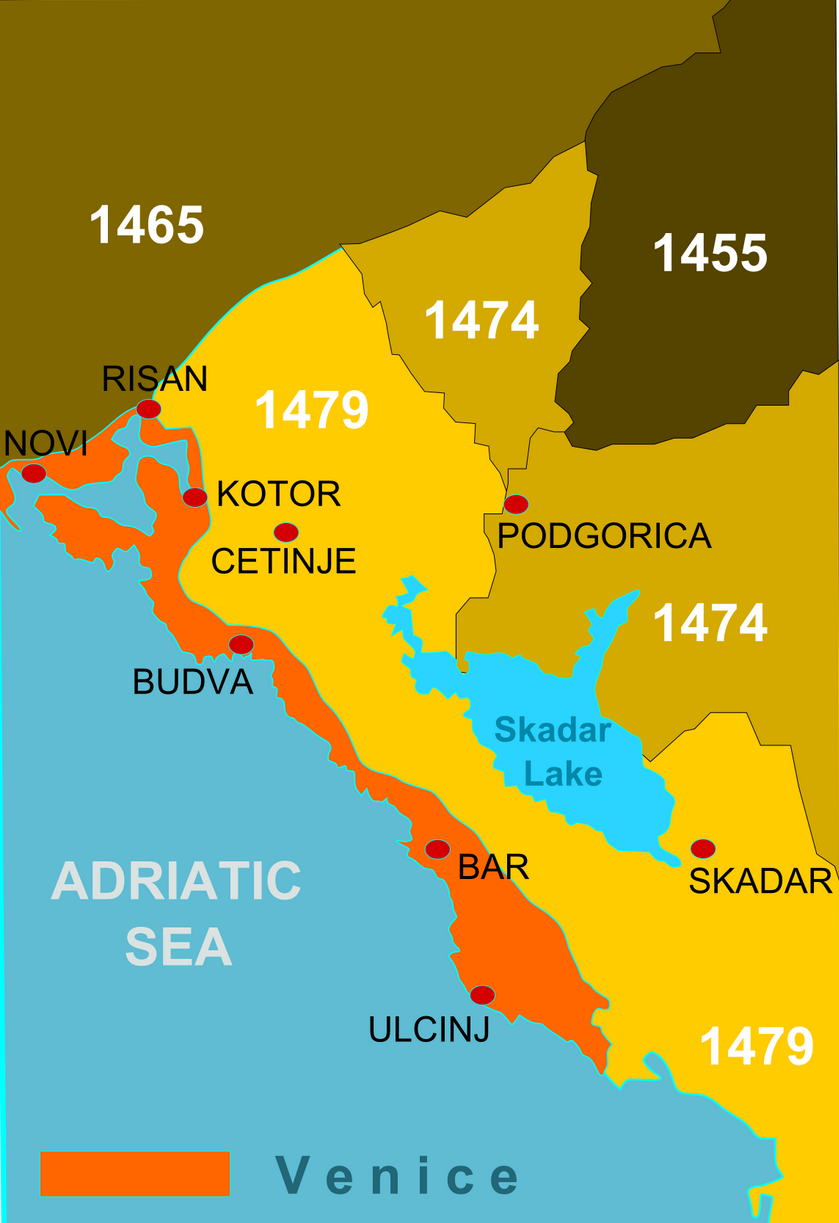
L'Albania Veneta nel 1479 (in arancio), con indicate le date della conquista turca del Montenegro

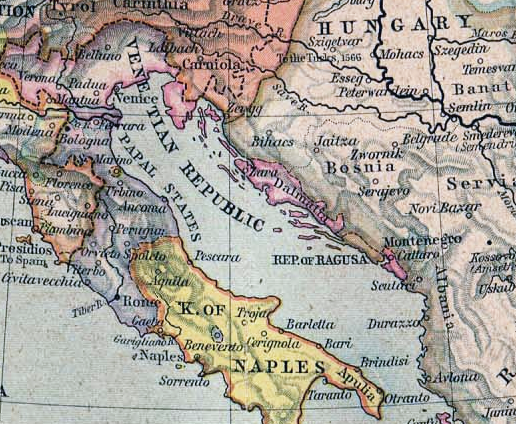
Mappa dei domini veneziani nel 1560

Albania veneta (in veneto Albania vèneta, in albanese Arbëria Venedikase, in croato Mletačka Albanija, in montenegrino e in serbo Млетачка Албанија?, Mletačka Albanija) è il termine storico con cui ci si riferisce agli antichi dominii della Repubblica di Venezia nella Dalmazia meridionale e nella regione di Scutari, territori che oggi appartengono al Montenegro e all'Albania.
Originariamente questi territori erano per lo più nell'Albania settentrionale (in particolare intorno a Scutari e Durazzo), ragion per cui presero il nome di "Albania" veneta, ma con la conquista turca del 1571 si ridussero all'area montenegrina. Dal 1420 al 1797 questo territorio rimase stabilmente in mano alla Serenissima e per vari secoli costituì un baluardo contro le mire espansionistiche dell'Impero ottomano.
Dal 1418 fu governata da un Conte e capitano veneto, dal 1420 fu amministrata dalla Repubblica di Venezia con il nome di Bocche di Cattaro e solo nel 1687 diventò un'unità amministrativa autonoma sotto un Provveditore generale e ordinario di Dalmazia e Albania, avente sede a Zara.

## Geografia
L'Albania veneta, che costituiva l'estremo dominio veneto di terra nell'Adriatico, corrispondeva grosso modo all'area delle Bocche di Cattaro e al tratto di costa tra queste e la foce del fiume Boiana. Il dominio veneziano non si estendeva in profondità nell'entroterra balcanico, in quanto l'economia della zona era tutta orientata verso le attività marittime, ma comprendeva comunque le più importanti città costiere (Cattaro, Risano, Perasto, Teodo e Castelnuovo nelle munitissime Bocche, nonché Traste, Budua, Castellastua, Spizza, Antivari e Dulcigno verso sudest).
Originariamente l'Albania veneta confinava a nord con la Repubblica di Ragusa, finché nel 1699 i ragusei cedettero all'Impero ottomano un sottilissimo sbocco al mare nei pressi di Suttorina, rendendo l'Albania Veneta un'exclave a tutti gli effetti. Anche il confine sud arretrò col tempo attestandosi nel 1573 poco a sud di Castellastua, nella località detta appunto Confin o Confino (l'attuale Kufin presso Buljarica).
L'Albania Veneta era abitata nell'estremità meridionale (Dulcigno) da albanesi, mentre l'intera area delle Bocche, Budua e Antivari era invece abitata prevalentemente da popolazioni romanze e slave. L'aggettivo "veneta" era da intendersi in contrapposizione all'Albania ottomana, che includeva l'attuale Albania.

## Storia

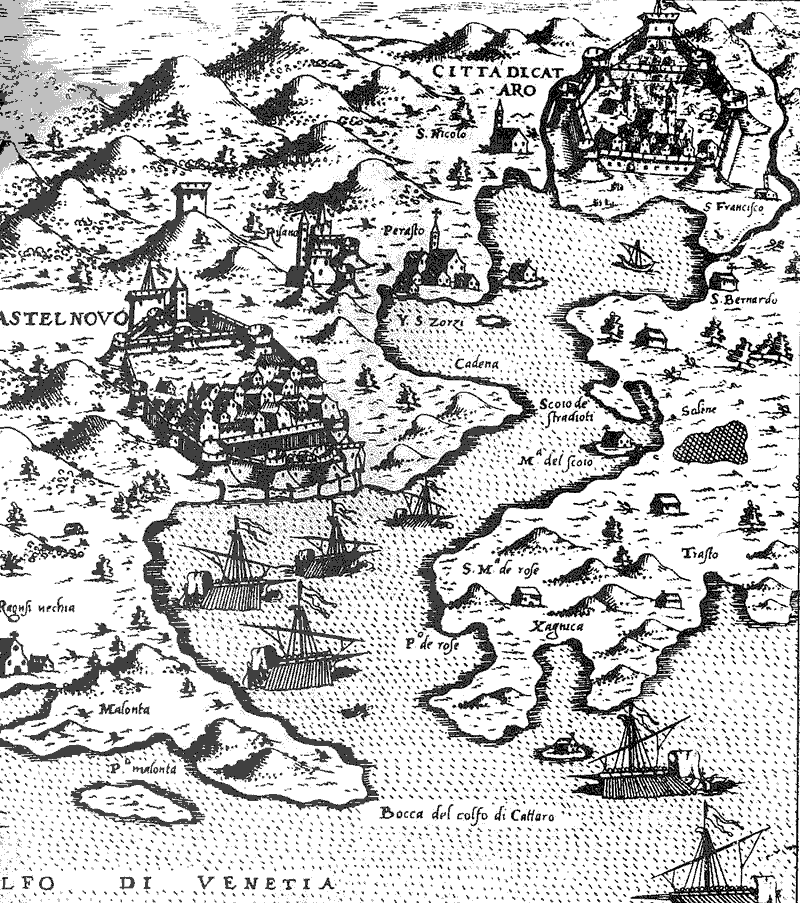
Antica mappa del XVII secolo raffigurante le Bocche di Cattaro, nell'Albania veneta

La presenza veneziana nei territori dell'Albania veneta risale al Medioevo, quando le città costiere dalmate fungevano già da avamposti commerciali per la repubblica marinara, pur essendo soggette a frequenti cambi di sovranità. In via generale solo nel 1420 Venezia poté affermare definitivamente il suo dominio sull'Adriatico orientale, che seppe mantenere quasi inalterato fino alla caduta della Repubblica nel 1797; solo Antivari e Dulcigno furono cedute ai Turchi nel 1571 e non ritornarono più in possesso di Venezia.
Nei secoli del dominio veneziano, pur essendo separata dal resto della Dalmazia dal territorio della Repubblica di Ragusa, l'Albania Veneta non costituì una divisione amministrativa autonoma, in quanto con il resto della Dalmazia formava un'unica entità dipendente dal Provveditore Generale di Dalmazia e Albania avente sede a Zara. A causa della sua posizione strategica l'intera area fu nei secoli oggetto di ripetute incursioni turche, ma la Serenissima seppe sempre resistere agli attacchi dal continente.
Con la Caduta della Repubblica di Venezia, Napoleone conquistò i possedimenti della Repubblica di Venezia.L'ultima resistenza contro di lui si ebbe nell'area di Cattaro, dove fu seppellito (tra le lacrime della popolazione di Perasto) il "Gonfalone di Venezia", secondo Vittorio Giorgi.
In seguito al Congresso di Vienna (1815) la regione passò sotto il dominio austriaco (Regno di Dalmazia) assieme a tutti gli ex territori veneti della Dalmazia e a quelli della disciolta Repubblica di Ragusa. Risale a quel periodo la dizione alternativa, ma meno usuale, di "Albania austriaca". Nel 1878, per effetto del Congresso di Berlino, fu stabilito un piccolissimo incremento territoriale (40 km²) della Dalmazia austriaca, che inglobò a sud il comune di Spizza (pochi km a nord di Antivari). L'antico confine cadde infine nel 1918 al termine della I guerra mondiale e non venne più ripreso se non per l'effimera provincia di Cattaro durante l'occupazione italiana della Jugoslavia (1941- 1943).
Oggi i territori dell'ex Albania Veneta fanno parte del Montenegro e dell'Albania.

## Storia della popolazione di lingua veneta dell'Albania Veneta
Secondo lo storico dalmata Luigi Paulucci (nel suo libro "Le Bocche di Cattaro nel 1810") la popolazione dell'Albania Veneta, nei secoli della Repubblica di Venezia, parlava principalmente la Lingua veneta (circa il 66%) nelle aree urbane (Cattaro, Perasto, Budua, ecc.) intorno alle "Bocche di Cattaro". 

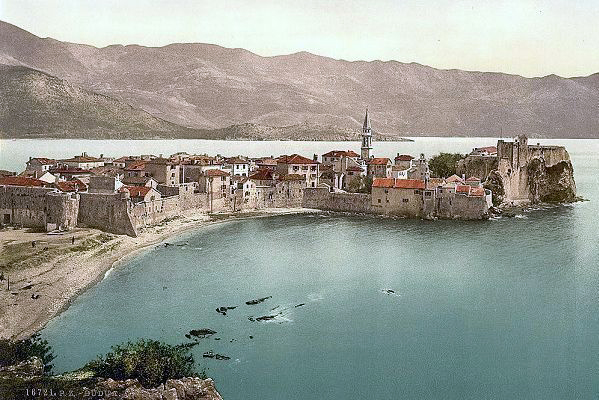
Le mura veneziane di Budua in una cartolina del 1900

Ma nelle aree interne più della metà della popolazione era di lingua slava, specialmente nei primi anni del Settecento.
Paulucci inoltre scrisse che vicino al confine con l'Albania vi erano grosse comunità di lingua albanese: Dulcigno era per metà albanese, per un quarto veneziana e per il rimanente quarto slava..
Durante l'occupazione francese di Cattaro, quando l'Albania Veneta - assieme a tutta la ex-Dalmazia veneziana - faceva parte del Regno d'Italia napoleonico, le scuole erano in lingua italiana.
Lo sloveno Marko Trogrli (nel suo scritto "Il sistema scolastico nella Dalmazia francese") scrisse che "Vincenzo Dandolo, il governatore francese della Dalmazia e Bartolomeo Benincasa, un ufficiale del dalmato Dipartimento dell'Istruzione, pubblicò nel Maggio 1807 un Piano educativo per la provincia dalmata del Regno d'Italia (Il Piano generale della pubblica istruzione in Dalmazia), che doveva essere collegato con l'istruzione scolastica fatta in tutto il Regno d'Italia napoleonico....L'insegnamento doveva essere fatto in Lingua italiana".
Nell'Ottocento, secondo lo storico Marzio Scaglioni, le guerre d'indipendenza italiane crearono nell'Impero austriaco una situazione di rigetto contro le comunità italiane in Istria, Dalmazia e nei territori dell'ex Albania Veneta. Questo creò una forte emigrazione di dalmati italiani, principalmente verso l'Italia.
La scomparsa della popolazione di Lingua italiana in Dalmazia fu quasi totale dopo la seconda guerra mondiale. Secondo il linguista Matteo Bartoli, all'inizio delle guerre napoleoniche (1803), l'italiano era l'idioma parlato come prima lingua da circa il 33% della popolazione dalmata, mentre attualmente gli Italiani sono solo 400 circa nella Dalmazia croata e 500 circa nella costa del Montenegro.
I 500 Italiani nel Montenegro si trovano principalmente a Cattaro, Perasto e Castelnuovo e sono rappresentati dalla Comunità degli Italiani del Montenegro con sede a Cattaro.

## Letterati dell'Albania Veneta
Scrittori in lingua italica dal Quattrocento al Settecento:
- Giovanni Bona Boliris
- Ludovico Pasquali
- Cristoforo Ivanovich
- Giovanni Polizza
- Giorgio Bisanti
- Girolamo Pima
- Timoteo Cisilla
- Giovanni Crussala
- Giuseppe Bronza
- Bernardo Pima
- Nicola Chiurlo
- Luca Bisanti
- Alberto de Gliricis
- Vincenzo Ceci
- Antonio Zimbella
- Francesco Moranti

## Centri abitati dell'Albania veneta nel 1797
| Comune                               | Stato attuale | Inizio dominazione veneziana | Superficie |
| ------------------------------------ | ------------- | ---------------------------- | ---------- |
| Budua (Budva)                        | Montenegro    | 1442                         | 122 km²    |
| Castelnuovo di Cattaro (Herceg Novi) | Montenegro    | 1687                         | 235 km²    |
| Cattaro (Kotor)                      | Montenegro    | 1420                         | 335 km²    |
| Teodo (Tivat)                        | Montenegro    | 1420                         | 46 km²     |
| Albania veneta                       | Montenegro    |                              | 738 km²    |

## Galleria d'immagini

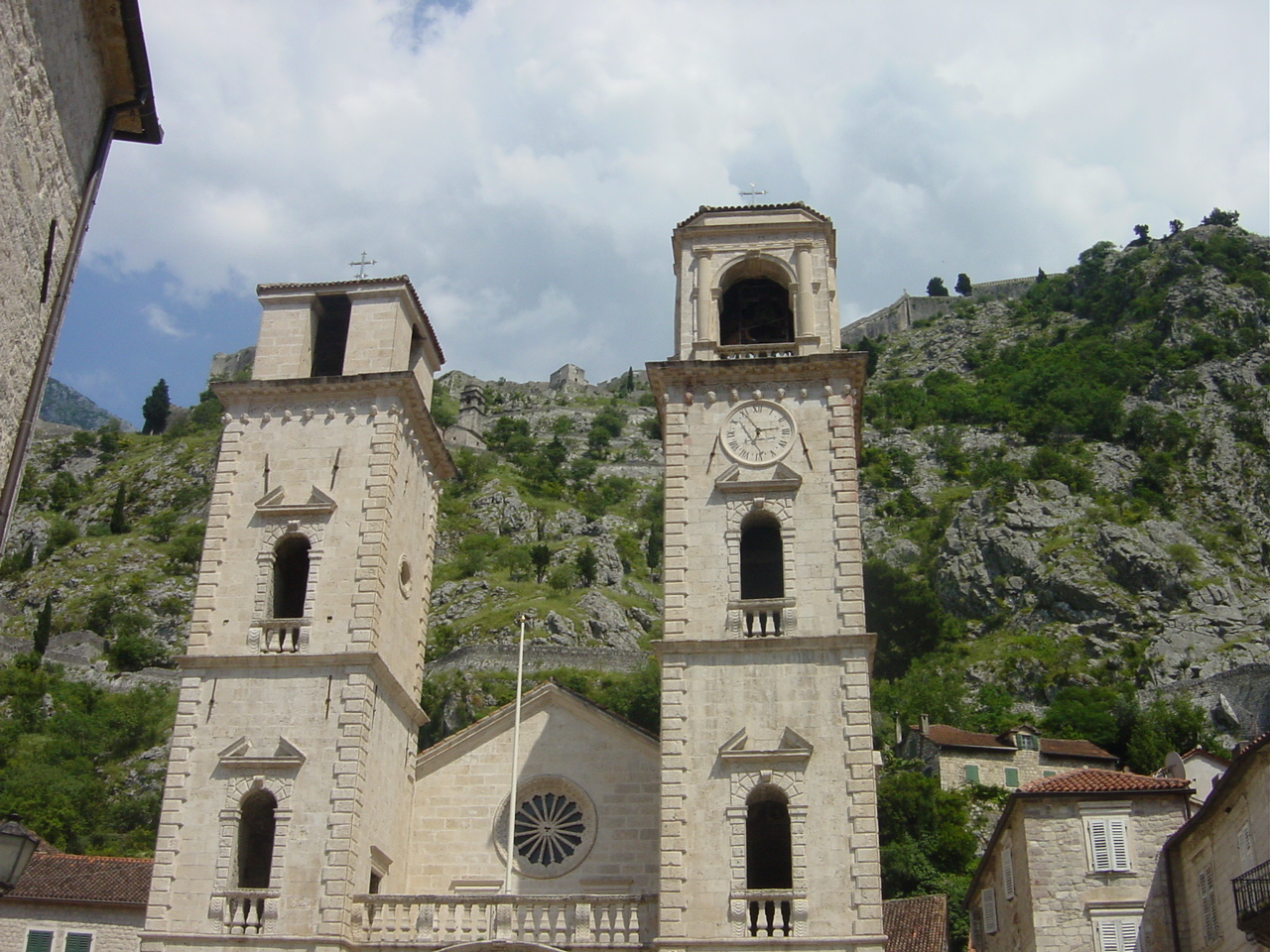
Cattedrale cattolica di San Trifone a Cattaro (Kotor)
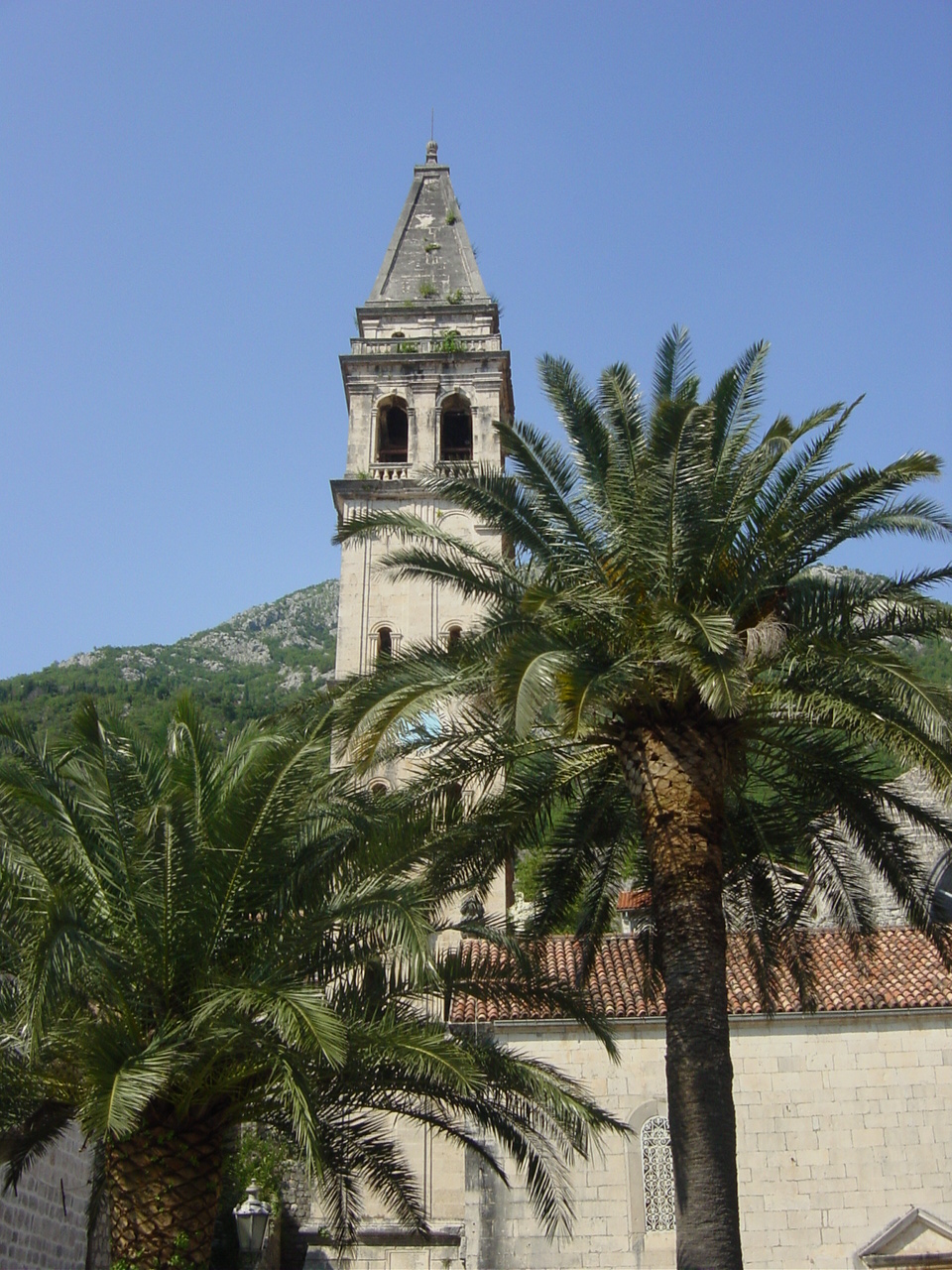
Chiesa di San Nicola, la principale di Perasto (Perast), con il suo campanile in tipico stile veneziano
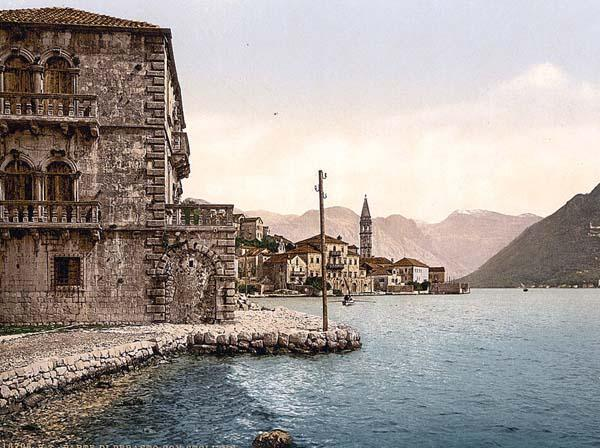
Cartolina dove si nota l'architettura veneziana di Perasto nel 1900
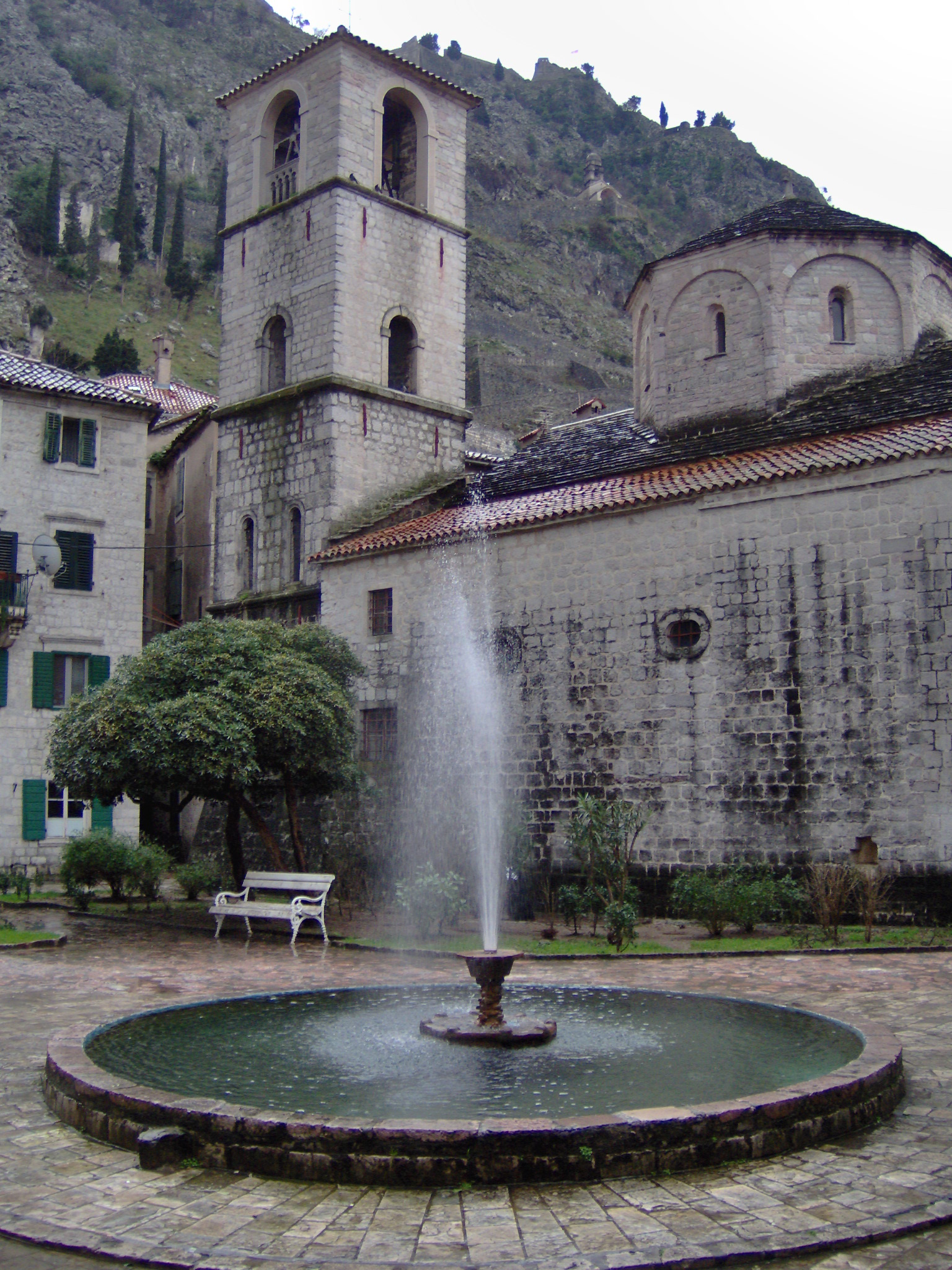
Vecchia Cattaro (Kotor)
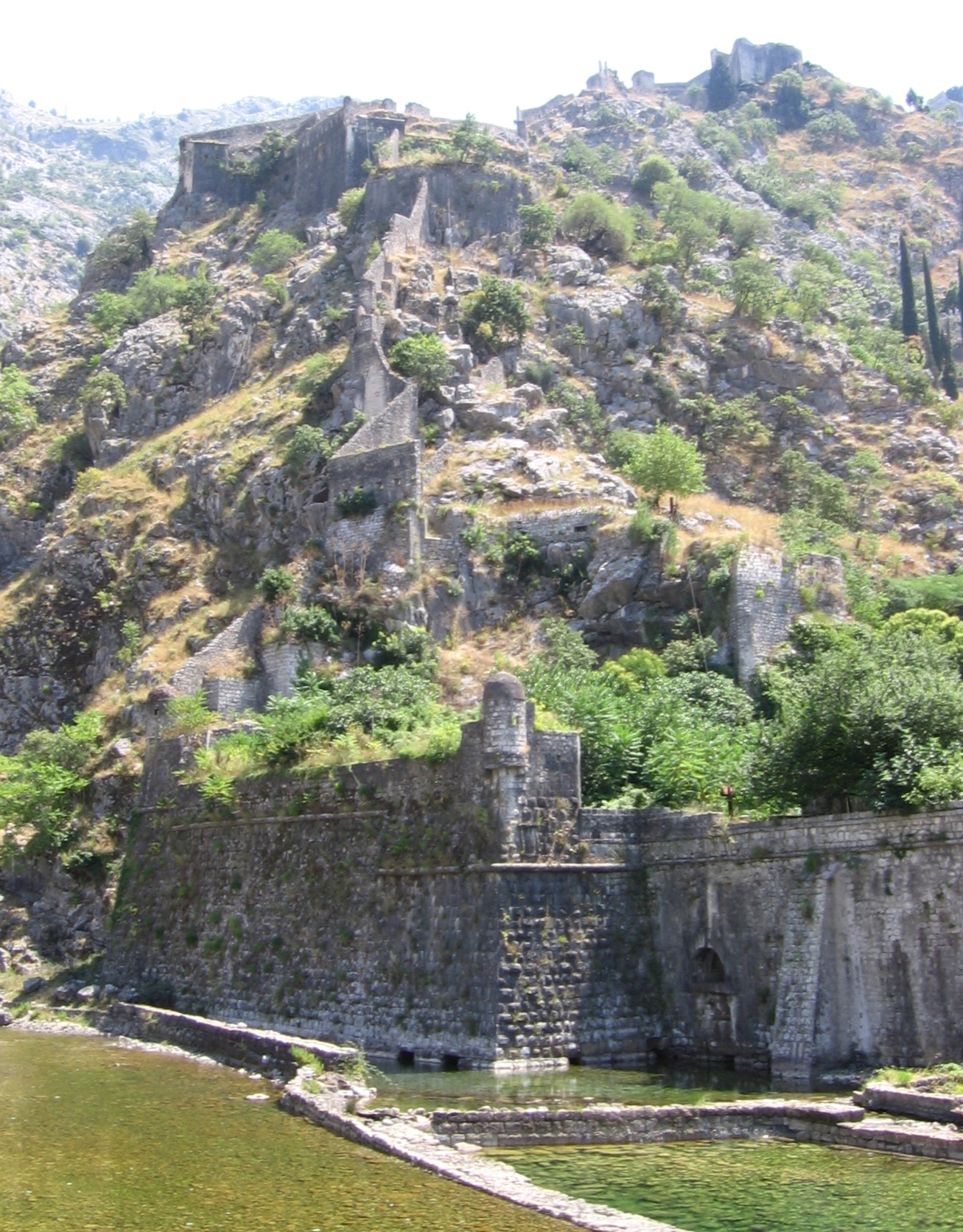
Fortificazioni di Cattaro veneziane
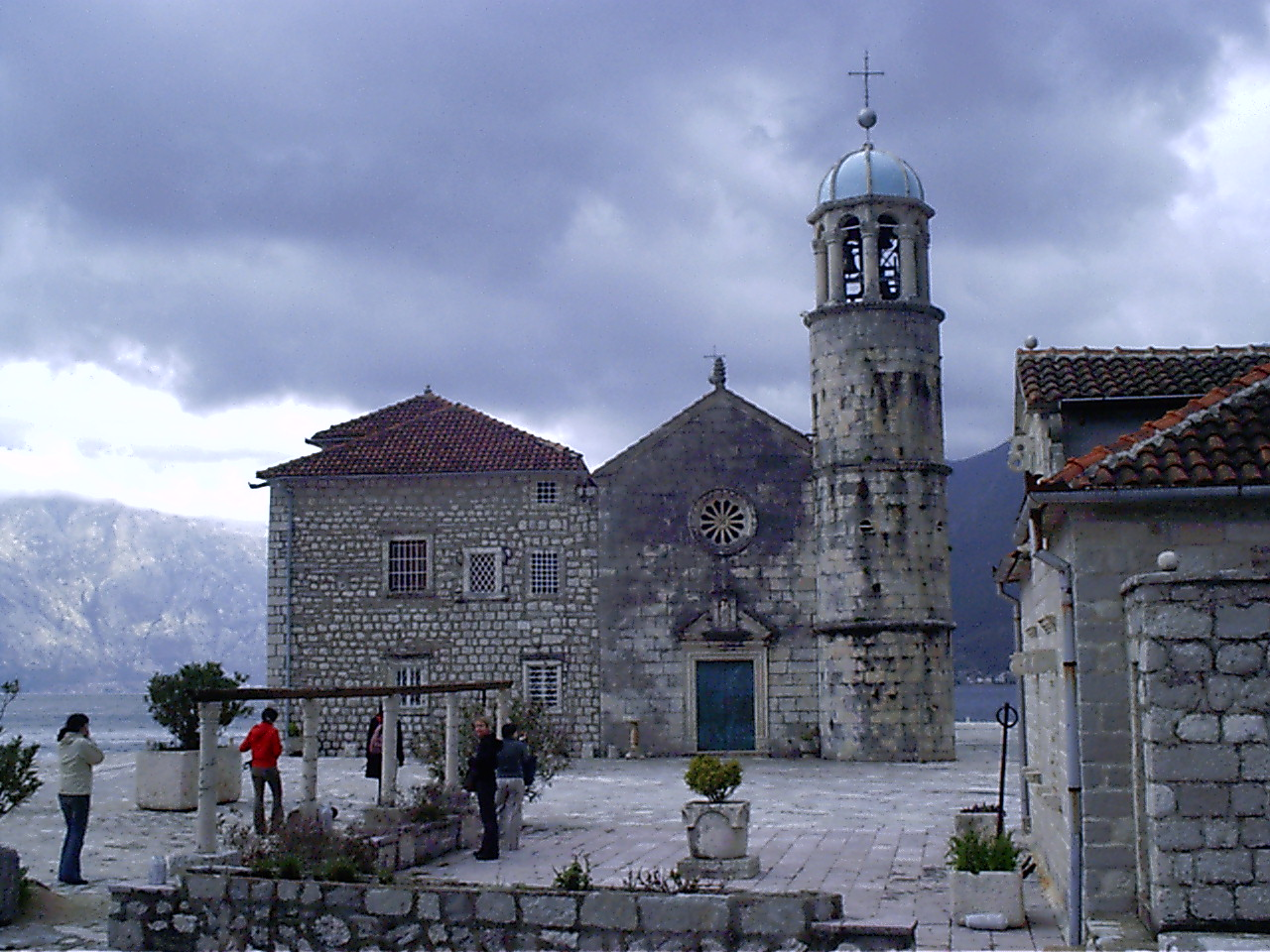
Vecchia Perasto (Perast). Chiesa della Madonna dello Scalpello (Isola artificiale)
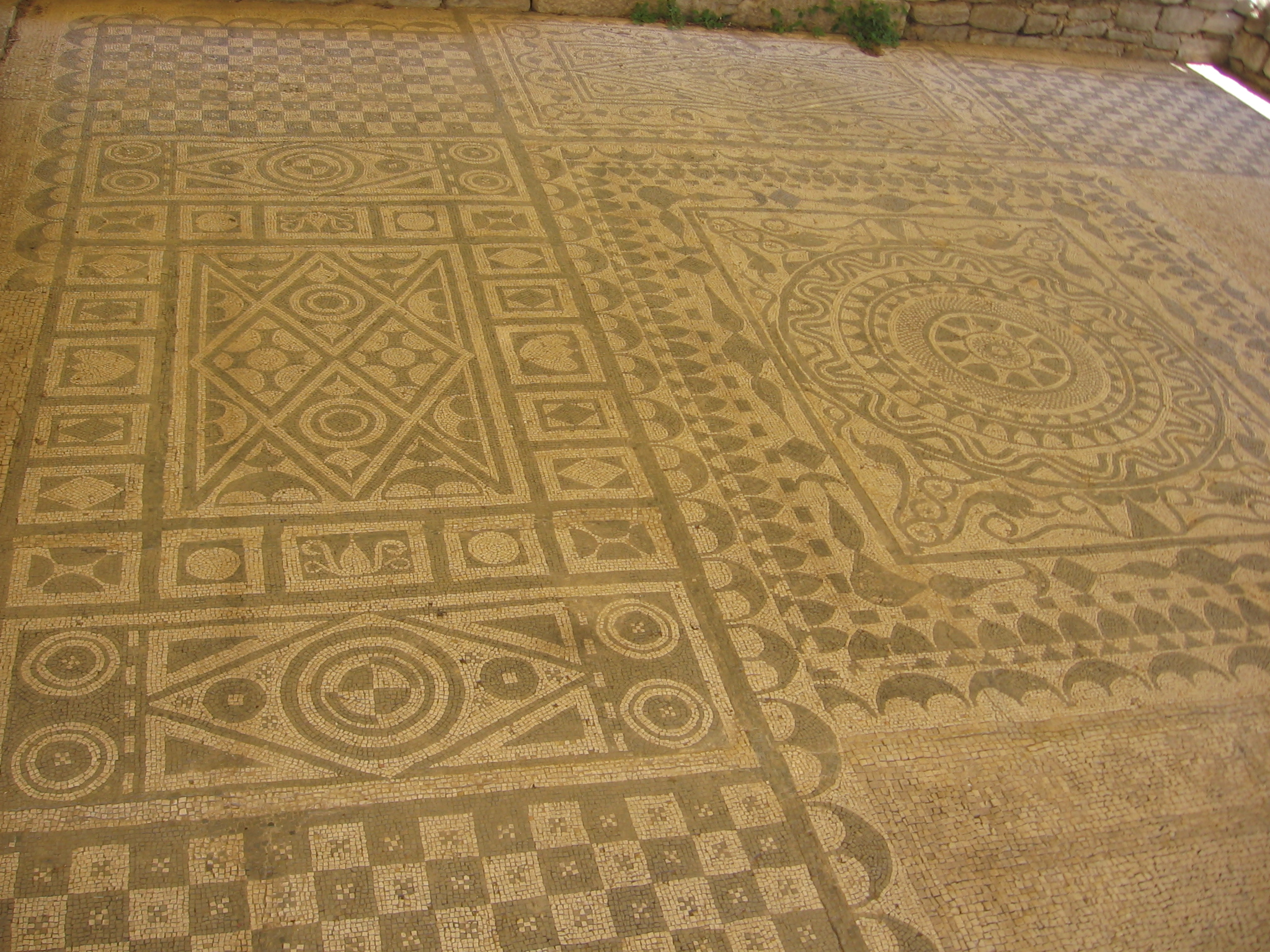
Mosaici romani a Risano (Risan)
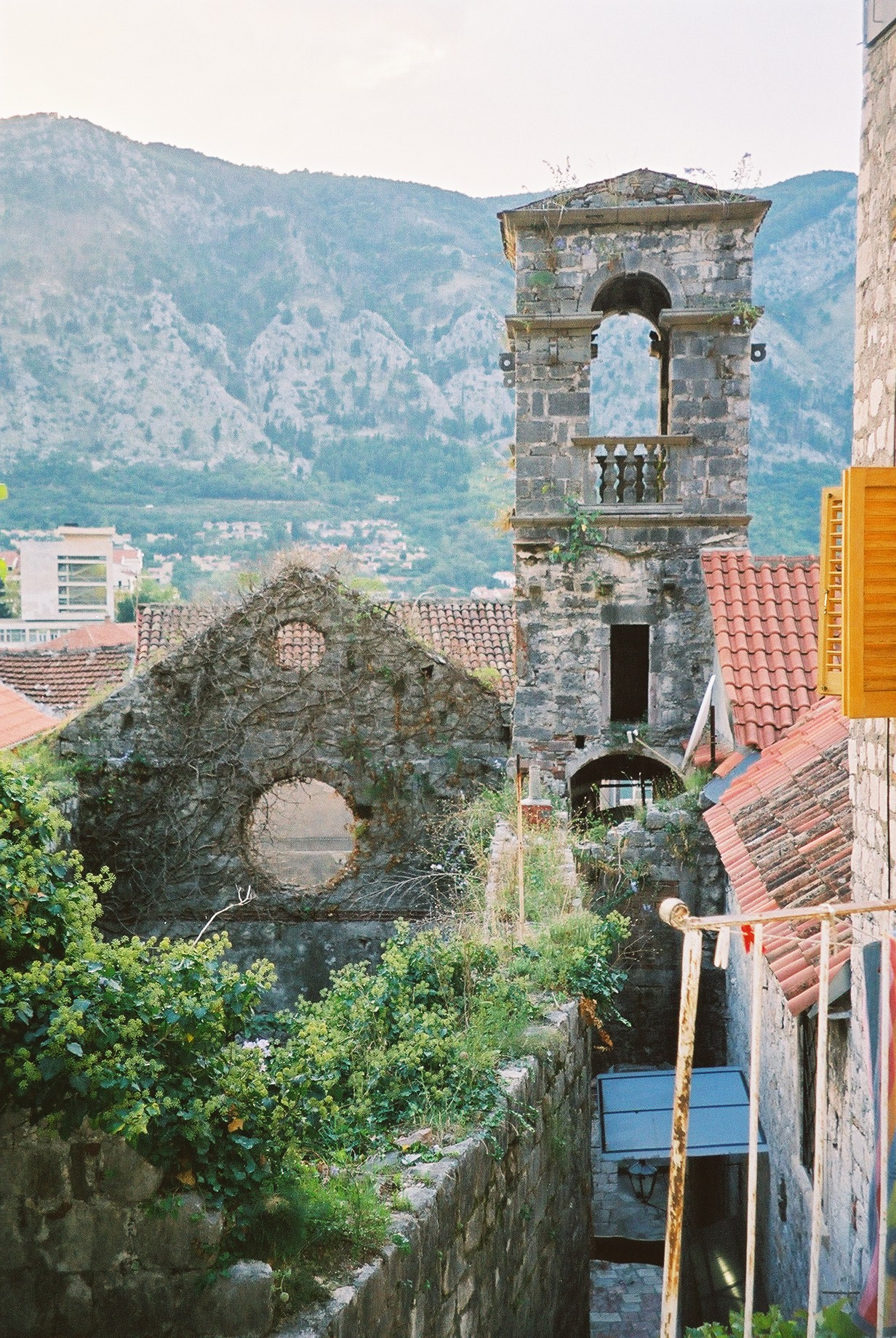
Chiesa veneziana (abbandonata) a Cattaro (Kotor)